# Absalons Kirke

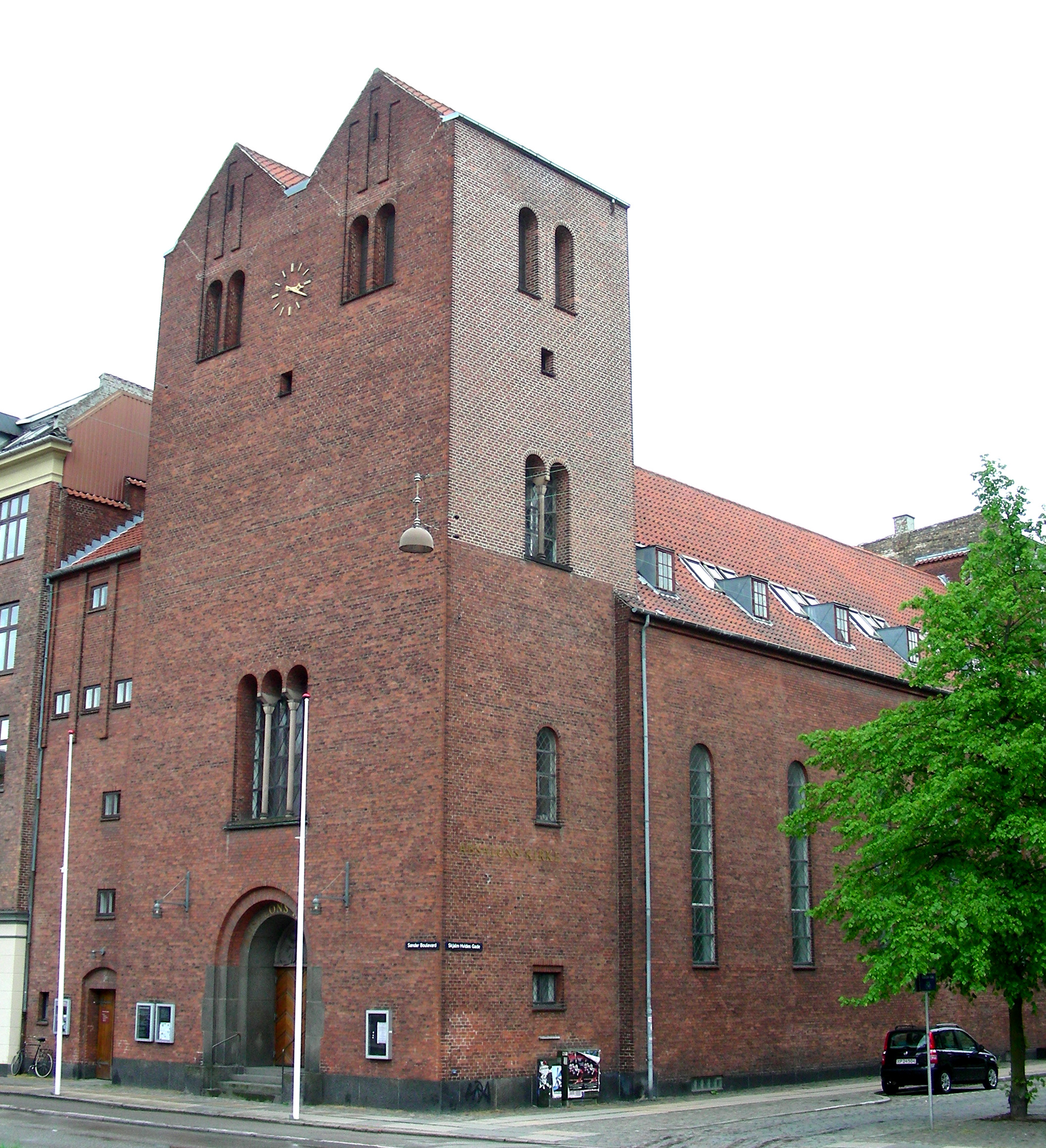
Absalons Kirke

Die evangelisch-lutherische Absalons Kirke befand sich in der Pfarrei Absalon in Kopenhagen, am Sønder Boulevard in Vesterbro. Die Gemeinde wurde mit der Pfarrei Enghave zusammengelegt und das Gebäude an einen privaten Käufer verkauft. Heute ist in dem Gebäude ein modernes Gemeindezentrum namens Absalon untergebracht.

## Geschichte

### Gründung der Pfarrei
Die Pfarrei Absalon wurde durch königlichen Erlass vom 22. August 1917 gegründet. Am 1. Oktober 1917 wurde sie von der Pfarrei St. Matthäus abgetrennt. Durch die starke Zuwanderung vom Land in die Stadt Kopenhagen um 1900 hatte sie zeitweise 70.000 Einwohner. In den ersten Jahren war die Gethsemane Kirke die Gemeindekirche.

### Holzkirche
1918 wurde die Kirchenstiftung gebeten, der Pfarrei Absalon eine provisorische Holzkirche zu schenken oder zu leihen. Sie wurde von den Architekten Arthur Wittmaack und Vilhelm Hvalsøe entworfen. Die Kopenhagener Kirchenstiftung war während des gesamten weiteren Prozesses der wichtigste finanzielle Motor. Das Mobiliar sollte von der Gemeinde selbst angeschafft werden. Am 23. November 1919 wurde die provisorische Holzkirche eingeweiht. Sie wurde „cykelskuret“ (deutsch: Fahrradschuppen) genannt und bot Platz für 240 Personen. Sie war für 35.000 DKK geplant, kostete aber schließlich 73.000 DKK. Das war nicht nur ein finanzielles Problem, es erwies sich auch als schwierig, die Kirche zum geplanten Termin einzuweihen, da eine Kirche damals vor der Einweihung bezahlt werden musste. Die Holzkirche war bis zum Bau der heutigen Steinkirche im Jahr 1933 in Benutzung und wurde dann nach Rødvig auf Stevns transferiert, wo sie zunächst als Seemannsheim und dann als Gemeinschaftswohnung diente, bis sie in den 1980er Jahren abbrannte.

### Gemeindehaus
Mitte der 1920er Jahre wurde der erste Bauabschnitt in Angriff genommen. Am 14. März 1926 wurde der „Kreuzarm“, das Gebäude gegenüber der späteren Steinkirche, eingeweiht. Das Gebäude war und ist teils Seitenschiff der Kirche, teils Gemeindehaus mit Pfarrbüro. Das Gemeindehaus kostete 96.000 DKK. Ein Viertel davon bezahlte die Gemeinde selbst, ein weiteres Viertel die Kirchenstiftung. Die letzte Hälfte wurde von den Kommunen im Kreis Svendborg bezahlt.

### Steinkirche
Die zweite Phase, der eigentliche Bau der Kirche, fand 1933–1934 statt. Bauherr war die Kopenhagener Kirchenstiftung, die Architekten waren wieder Arthur Wittmaack und Vilhelm Hvalsøe. Anlässlich der Feier des 800-jährigen Geburtstags von Bischof Absalon im Jahre 1928 fragte die Kirche den Kopenhagener Stadtrat und die Stadtverwaltung, ob sie die 40.000 DKK, die das Kirchengrundstück damals kostete, als Zuschuss für den Beginn des eigentlichen Kirchenbaus spenden würden, doch war die Antwort nein. Einige Wochen später, noch im Jahr 1928, startete die Berlingske Tidende eine Spendenaktion für einen Doppelturm, dessen Kosten auf 45.000 DKK geschätzt wurden. 1930 plante das Ministerium für kirchliche Angelegenheiten, die Pfarrei Absalon aufzulösen und auf die Pfarreien Enghave, Maria und Gethsemane aufzuteilen. Der Kirchenvorstand wehrte sich dagegen. 1931 versuchte es das Ministerium erneut, diesmal mit Absalon als Filialkirche unter Gethsemane. Wieder lehnte der Kirchenvorstand ab.

### Grundsteinlegung
Am Montag, dem 4. September 1933, konnte endlich der Grundstein gelegt werden. Das war zur Zeit von König Christian X. und Harald Ostenfeld als Bischof des Bistums Seeland, wie es in der Grundsteinlegungsurkunde heißt (tatsächlich war Ostenfeld zu dieser Zeit bereits Bischof des Bistums Kopenhagen). Auf dem Grundstein steht: „Klippen er Kristus“ (deutsch: Der Fels ist Christus) (1 Kor 10,4 ). Eine Urkunde über die Grundsteinlegung schließt mit den Worten: „Absalonskirkens Menighed vil aldrig glemme dette Bibelord og dets Værdi, som også under Byggearbejdet og Indsamlingen af de nødvendige Midler paa forunderlig Maade har bekræftet sig. Maatte det til alle Tider være aabenbart for alle, at Absalonskirkens Menighed bygger på Klippen "Kristus" og bestræber sig for at leve, virke og vidne til Guds Ære“ (deutsch: Die Gemeinde der Absalon-Kirche wird dieses Bibelwort und seinen Wert nie vergessen, der sich auch während der Bauarbeiten und der Sammlung der notwendigen Mittel auf wunderbare Weise bestätigt hat. Möge es immer für alle sichtbar sein, dass die Gemeinde der Absalon-Kirche auf dem Felsen „Christus“ gebaut ist und sich bemüht, zur Ehre Gottes zu leben, zu wirken und Zeugnis zu geben).

### Finanzierung der Kirche
Die Mittel für den Bau der Holzkirche, des Querschiffs (Gemeindesaal) und der Kirche selbst wurden durch Spenden aufgebracht. Es gab Sammlungen in der Gemeinde, in anderen Kopenhagener Gemeinden und in einigen Gemeinden in Jütland, ferner Spenden von Einzelpersonen außerhalb der Gemeinde. Eine von der Kirchenstiftung organisierte Sammlung im Kreis Svendborg erbrachte ca. 100.000 DKK. Schließlich kamen Beiträge von den „Freunden der Kirche in Kopenhagen“, und neben einer Geldspende leistete die Kirchenstiftung selbst einen Beitrag, indem sie das Grundstück für die Kirche stiftete. Die Kirchenstiftung war Eigentümerin der Kirche. Am 2. September 1934 wurde die Kirche geweiht. Bischof Ostenfeld sollte die Einweihung vornehmen, war aber erkrankt, so dass Propst Schousboe ihn vertrat. Der Bau sollte insgesamt 178.000 DKK kosten, wurde aber schließlich 300.000 DKK teuer.
Am 25. Jahrestag der Einweihung der Holzkirche 1944 wurde der letzte Teil des Baukredits für die Steinkirche zurückgezahlt. Das Geld stammte wiederum aus Spendenaktionen, u. a. aus Spendenreisen des damaligen Pastors Poulsen zu Gemeinden in Jütland und zu Gemeinden, in denen er früher Pastor gewesen war. Seitdem hat es keine größeren Umbauten gegeben.

### Schließung und Verkauf
Die Kirche gehörte zu den 16 Kirchen, deren Schließung der Kopenhagener Diözesanrat empfahl. Entsprechend wurde die Kirche am 1. Juni 2014 mit einem Abschlussgottesdienst geschlossen. Darauf wurde die Absalons Kirke wurde für 9,7 Millionen DKK durch Colliers International Danmark angeboten und für 10,25 Millionen DKK an Lennart Lajboschitz verkauft. Das Gebäude wurde zu einem Versammlungszentrum umgebaut und heißt jetzt Folkehuset Absalon.

## Beschreibung

### Steinkirche
Die Kirche ist nicht exakt geostet, sondern mit dem Chor nach Südosten und dem Turm zum Sønder Boulevard nach Nordwesten ausgerichtet. Architektonisch ist das Äußere der Kirche im neoromanischen Stil gehalten, mit großen Wandflächen aus Backstein und rundbogigen Türen und Fenstern. Der Hauptflügel der Kirche hat die Form eines leicht geneigten Rechtecks, in dem Chor, Schiff und Eingang voneinander getrennt sind, wobei das Schiff sowohl gegenüber dem Chor als auch gegenüber dem Eingang nach vorne gezogen ist, um Platz für zwei Durchgänge zur Skjalm Hvides Gade zu schaffen sowie für eine später geschlossene Totenkapelle. Der breite Eingang am Turm, der zum Sønder Boulevard hin liegt und dessen oberer Teil von zwei Giebeln abgeschlossen wird, ist der auffälligste Teil des Gebäudes. Im Inneren befinden sich ein Portal und eine Treppe, die zum Innenhof und dem Gemeindetrakt führen. Chor und Schiff sind unter einem gemeinsamen Satteldach vereint, während die anderen Teile, einschließlich der beiden Turmspitzen, jeweils ein eigenes Satteldach besitzen. Alle Dächer sind mit roten Biberschwanzziegeln gedeckt. Das Mauerwerk besteht aus roten Ziegeln, die über einem Sockel im Kreuzverband verlegt sind. Der Sockel der Eingangsfassade besteht aus grauem Granit. Jeder der beiden Giebel des Turms ist mit einem Triforium geschmückt. Der obere, dem Sønder Boulevard zugewandte Teil des Tor- und Treppenhauses ist mit geschnittenen Lisenen verziert, während die Rückseite geradlinige Öffnungen aufweist. Das Gemeindehaus ist sowohl an den Giebeln als auch an der dem Hof zugewandten Wandfläche mit hohen Blenden mit gestuften Oberkanten verziert, drei an jedem der Giebel und acht an der Wandfläche, vier auf jeder Seite eines mittig platzierten Schornsteins.

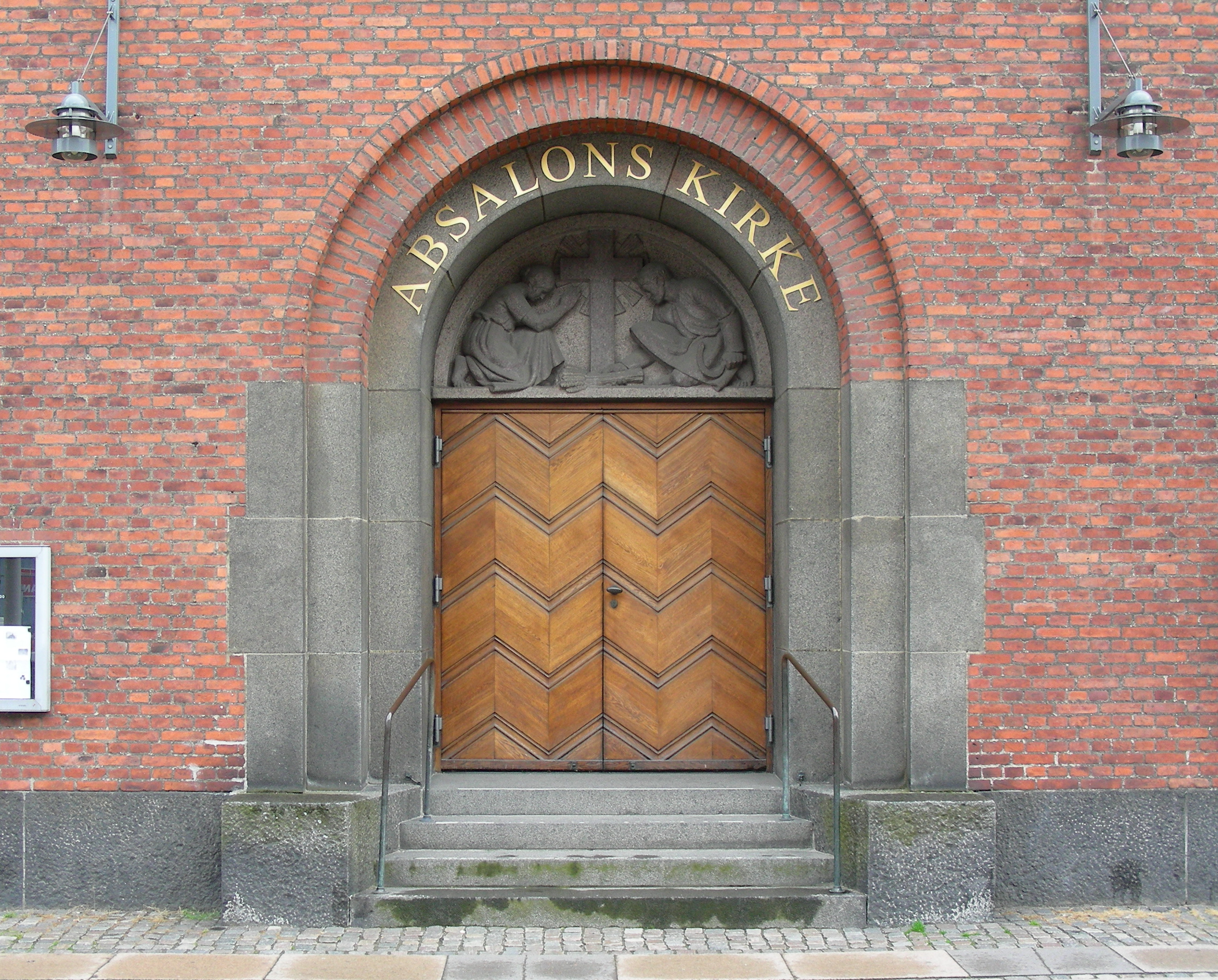
Hauptportal der Kirche

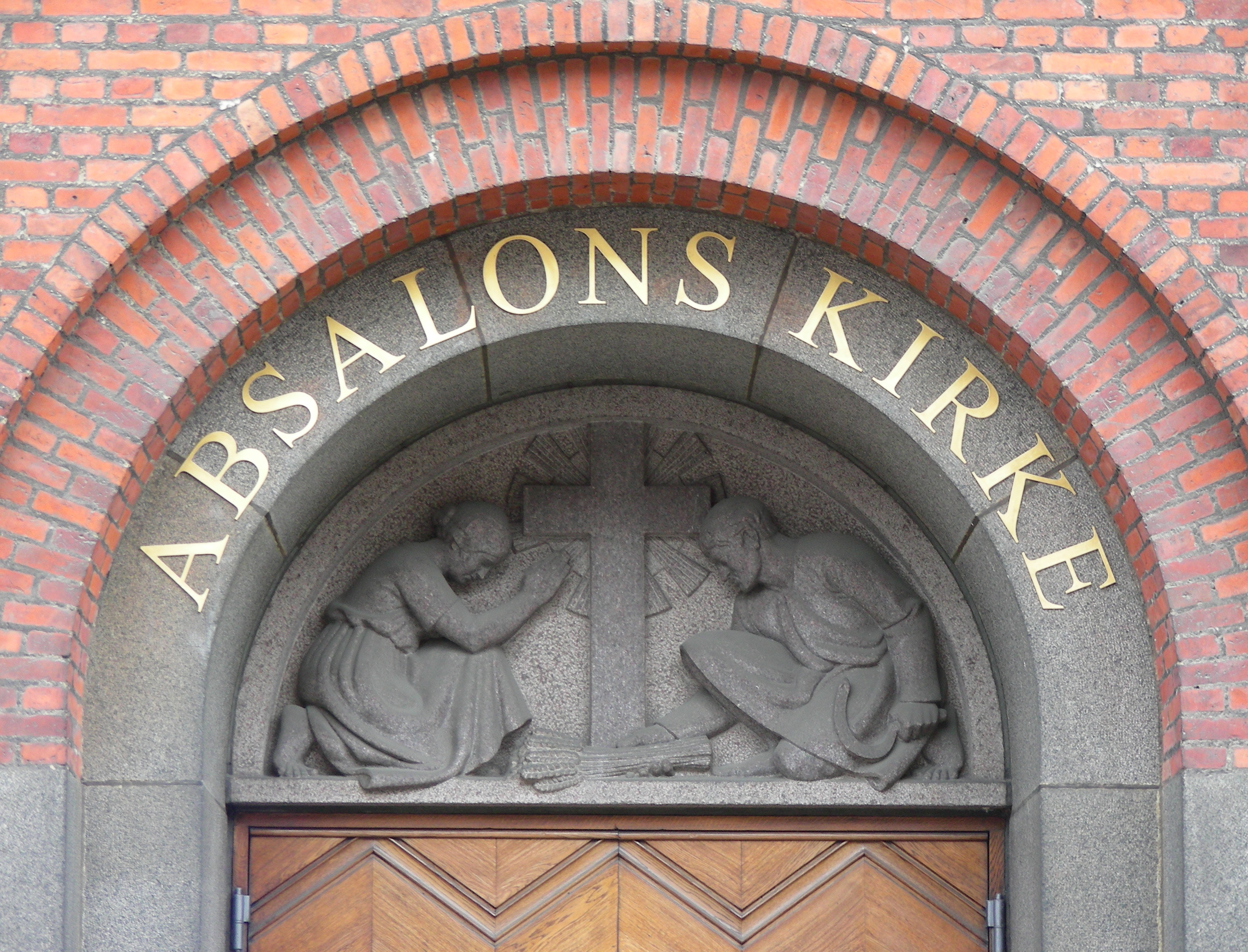
Tympanon des Hauptportals

Das rundbogige, gefalzte Hauptportal zum Sønder Boulevard hin ist bis zur Höhe der Brüstung und im innersten Bogen aus Granit. 1946 wurde ein vom Bildhauer Max Andersen entworfenes und unter der Leitung des Steinmetzes Thorvald Petersen und seines Nachfolgers Ove Askholm ausgeführtes Relief in das Tympanonfeld eingefügt. Entsprechend seinem Titel „Gebet und Arbeit unter dem Kreuz“ ist es mit einem mittig platzierten lateinischen Kreuz gestaltet, unter dem eine Frau mit zum Gebet erhobenen Händen kniet und ein Mann mit einer Sichel in der linken Hand gerade dabei ist, eine Korngarbe am Fuße des Kreuzes niederzulegen. Als die Kirchenstiftung und das Ministerium für kirchliche Angelegenheiten 1942 das Relief erlaubten, empfand dies der Kirchenvorstand als Ausgleich dafür, dass er kein Kreuz auf dem Turm anbringen durfte. Das Ministerium hatte 1941 die Anbringung des gleichen Reliefs über dem Eingang der Sundby Kirke genehmigt.
Über dem Portal befindet sich ein durch Sandsteinsäulen mit Würfelkapitellen geteiltes Triforiumfenster, für das Stockwerk unter dem Glockenturm ein quadratisches Fenster und in jedem der verlängerten Giebelfelder zwei schmale, eng nebeneinander liegende Fenster. Die hohen, rundbogigen Fenster im Kirchenschiff, fünf zur Skjalm Hvides Gade und drei zum Kirchenhof hin, sind mit Glasmalerei, aber ohne architektonische Verzierung versehen, während die etwas niedrigeren Fenster im Chor, eines auf jeder Seite, oben einen sehr hohen Falz aufweisen. Unmittelbar unter dem Dach befinden sich außerdem drei tiefe, gefälzte Fenster an jeder der Chorwände. Im Querschiff des Gemeindehauses sind die Fenster flachbogig mit breitem Falz, im übrigen Gebäude sind die Fenster im unteren Stockwerk kantig mit rundbogigem Falz und im oberen Stockwerk flachbogig. Alle Fensterbänke sind aus Hasleklinker gefertigt. Zu der einfach gestalteten Kirche gelangt man über eine Vorhalle, die von einem Warteraum und einer Treppe flankiert wird, beide sind durch eine rundbogige Tür mit der Kirche verbunden. Der Chor erhebt sich drei Stufen über dem Kirchenschiff und ist durch einen Rundbogen gekennzeichnet, der sich in einem Tonnengewölbe fortsetzt, während der übrige Kirchenraum mit einer Balkendecke gedeckt ist.
Zwischen den Fenstern des Kirchenschiffs befinden sich quadratische Wandpfeiler. Die Orgelempore ist über der Vorhalle eingelassen. Die Wände sind weiß getüncht und die Decke gebeizt, während der Boden mit roten Fliesen ausgelegt ist. Die übrigen Böden des Komplexes besteht aus Kiefernholz, Terrazzoböden und Fliesen. Die Haupttreppen, die sich in eine Treppe zum Untergeschoss, eine Treppe zum Kirchturm und zum Dachboden im Tor- und Treppenhaus und zwei durchgehende Treppen im Querschiff des Gemeindehauses gliedern, sind aus Holz mit Handläufen aus Mahagoni. Im südlichen Querschiff wurde von Anfang an ein Aufzug eingebaut. Der Gemeindesaal war ursprünglich ebenfalls unterkellert. Eine Totenkapelle unter dem Chor wurde 1997 außer Dienst genommen.
Alle Räume in den Obergeschossen wurden für einen Pfarrkindergarten genutzt. Das Dach der Kirche besteht aus schwedischer Kiefer und ist in traditioneller Weise mit Sparren und Streben, jedoch ohne Kehlbalken, errichtet. Die Binder unter den Dächern der beiden Türme laufen auf einem gemeinsamen Band aus doppelten Zugbalken mit vertikalen und diagonalen Streben. Die Dacheindeckung besteht aus roten Ziegeln mit Unterspannbahn. Die Kirche wurde ursprünglich mit Kohle beheizt, dann wurde in den Jahren 1981–1982 eine Fernwärmeheizung installiert und 1997 wurde der Schornstein zum Innenhof hin entfernt. Die Absalons Kirke hatte eine Fläche von knapp 1.300 m².

### Holzkirche
Der rechteckige, 15,8 Meter lange und 10,5 Meter breite Bau mit Satteldach, einem Chor mit Priester- und Glockenraum an einem Ende und einem Vorbau mit Küche und Warteraum am anderen Ende stand an derselben Stelle wie die heutige Kirche, mit dem Eingang von der Skjalm Hvides Gade und etwas zurückgesetzt vom Sønder Boulevard. Holz aus einem staatlichen Holzlager wurde für das Skelett, die Außenfassade, die Innenwände und die Dachkonstruktion des Holzkirche verwendet, die außen durch schräge Streben, sieben an jeder Längsseite, gekennzeichnet war. Das Dach und der kleine Dachreiter für die Glocke über dem Kircheneingang waren mit roten Ziegeln gedeckt. Die Eingangstür, die sich in der Mitte des Giebels in Richtung Skjalm Hvides Gade befand, war mit einem Tympanon versehen. Auf jeder Längsseite des Kirchenschiffs befanden sich sechs Fenster, zwei rechteckige Fenster, die vier hohe trapezförmige Fenster umgaben. Die Fenster waren mit Kathedralglas ausgestattet. Im Inneren war die Balkenkonstruktion sichtbar. Der Chor wurde wie die Vorhalle zwischen den Seitenräumen gebildet, aber der Chorbogen ragte über die Wandhöhe hinaus, mit geschnitzten Holzsäulen an den Seiten und einem trapezförmigen Einschnitt oben. Die Wände und Decken der Kirche waren grau-weiß gestrichen, während die Balkenkonstruktion eine hellrote Farbe hatte.

### Inventar
(Quelle: )

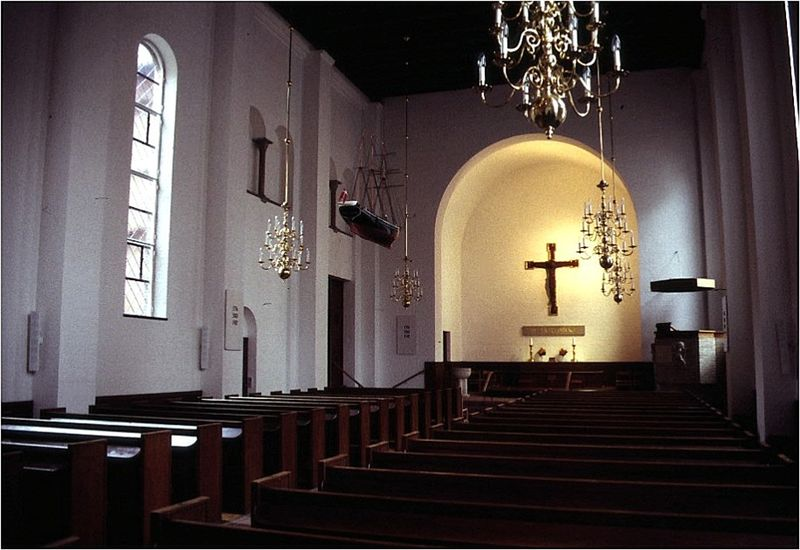
Inneres der Kirche (2010), vier Jahre vor der Schließung

Bei Einweihung der provisorischen Holzkirche 1919 war beabsichtigt, dass ihr Inventar einmal in die endgültige Kirche übernommen werden sollte. So geschah es 1934 auch, allerdings mit Ausnahme von Altartisch, Altargeländer, Kanzel und Kanzelgestühl, die für die Steinkirche neu angeschafft wurden. Nach ihrer Schließung im Jahr 2014 verblieb der größte Teil des Mobiliars im Besitz der Kirchengemeinde. Eine Reihe von Einrichtungsgegenständen und größeren Objekten ging jedoch mit der Übergabe der Kirche an die Kirchenstiftung über (Altartisch und Lesepult, Kanzel, Gestühl, Glocken). Die Kanzel von 1934 war mit Reliefs von Max Andersen geschmückt. Der Altartisch von 1934 war ein lackierter Kiefernholzrahmen, 220 × 73 cm, 90 cm hoch. Auf der Vorderseite befand sich ein erhabenes, vergoldetes Jesusmonogramm, flankiert von zwölf quadratischen Füllungen in stilisierter Nachahmung romanischer „Goldaltäre“. Der Altar stand direkt an der Südostwand.
Den Altarraum schmückte seit 1919 ein großes, aus Eichenholz geschnitztes Kruzifix von Axel Poulsen. Die im Wesentlichen in romanischer Tradition stehende Figur ist unbemalt. Die Kreuzbalken aus grob bearbeiteten Bohlen enden in Relieffeldern, welche die Symbole der vier Evangelisten zeigen. Das umlaufende Blattwerk ist wie der Heiligenschein vergoldet. Eine begleitende Inschrift unter dem Kruzifix, „Es ist vollbracht“ (Johannes 19,30 ), war zunächst auf einer Holztafel, seit 1993 auf einer grauen Sandsteintafel angebracht.
Ein Ölgemälde um 1925 von Anna Elisabeth Munch, welches links unten mit „Anna E. Munch“  signiert ist, wurde als Altarbild verwendet, als 1941 ein provisorischer Kirchenraum im Gemeindehaus eingerichtet wurde, und blieb dort, als diese Verwendung beendet wurde. Das Ölgemälde auf Leinwand, 154 × 103 cm, zeigt in warmen, freskenähnlichen Farbtönen Jesus, der eine Gruppe von Menschen segnet, während Engel in einem goldenen Himmel schweben.
Das Altargerät von 1909 wurde von K. C. Hermann hergestellt und 1919 über den dänischen Paramentenhandel erworben. Der 21,5 cm hohe Kelch hat einen runden Fuß und einen kannelierten Schaft mit wulstförmigem Knauf. Unter dem Fuß befinden sich die Silberschmiedemarke „KCH“, die Kopenhagener Marke 1909 und die Schutzmarke für Christian F. Heise. Die Scheibe hat einen Durchmesser von 19 cm, einen glatten Rand und die gleichen Stempel wie der Kelch.
Es gab im Laufe der Jahre drei Taufbecken. Zwei von ihnen stammen aus dem Jahre 1919. Eine 87 cm hohe Tischlerarbeit mit sechs stilisierten korinthischen Säulen, die eine vorspringende sechseckige Tischplatte mit einer Aussparung für das Taufbecken tragen. Der Sockel ist ebenfalls sechseckig. Bemalt in Braun, Perlgrau und Bronze. Gestiftet wurde er von Hans Nielsen und seiner Frau Anna Nielsen. Dieser wurde 1934 in die neue Kirche gebracht und bis 1957 benutzt, bis zur Schließung der Kirche wurde er im Keller aufbewahrt. Das zweite Taufbecken aus dem Jahre 1919 besteht aus Silber und hat einen Querschnitt von 42 cm. Es wurde vom Ziseleur Hjalmar Christensen hergestellt. Im unteren Teil ist mit drei Fischen dekoriert. Auf der Rückseite die Meistermarke: „H. J. Christensen“, abgenutzte Kopenhagener Marke und Schutzmarke von Christian F. Heise. Das dritte Taufbecken ist aus dem Jahre 1957 und besteht aus Faksekalkstein. Es ist 88 cm hoch und wurde vom „Architekten der Kirche“ entworfen, wahrscheinlich Vilhelm Hvalsøe. Der Sockel ist ein niedriger Zylinder, der Schaft hoch und viereckig. Das Becken hat eine stilisierte Seilrute am Rand der Mündung.
1934 wurde ein namenloser Dreimastschoner als Schiffsmodell im Kirchenschiff aufgehängt. Sein Erbauer war der ehemalige Schiffsbauer Gorm Clausen, Marstal, der hier eine verkleinerte Kopie der „Yrsa“, eines von ihm 1902 gebauten Schiffes, lieferte. Das Schiffsmodell wurde auf Initiative des Marstaler Kaplans und späteren Pfarrers Hans Nicolai Krarup-Hansen gebaut und der Absalon-Kirche von „Freunden in Marstal“ gestiftet. Der Rumpf ist schwarz mit weißen Streifen und rotem Boden, der Heimathafen ist achtern angegeben. Nach der Schließung wurde das Modell der Kirche von Marstal gespendet, wo es bereits ein etwas jüngeres Exemplar gab.
Die Kirche besaß Zwei Glocken, welche von der Jysk Jernstøberi 1934 gegossen wurden. Beide besitzen eingegossene Inschriften um den Hals in Großbuchstaben, wie die Inschriften auf dem Körper. Sie wurden in einer Glockenstube im Glockenturm des Turms aufgehängt. Die seit 2015 in der Fangel Kirke angebrachte Glocke hat einen Durchmesser von 127 cm, auf dem Korpus das Schriftwort Jeremia 22,29  und die Inschrift zu den Stiftern, „Freunde im Kreis Svendborg“. Die zweite Glocke hat einen Durchmesser von 102 cm, auf dem Korpus steht ein Zitat aus Nikolai Frederik Severin Grundtvig Kirchenlied Kirkeklokke! mellem ædle malme (Dänisches Gesangbuch Nr. 783): „Durch das irdische Reich geht die Stimme des Himmels, die die Seele zur Ruhe ruft“. Sie wird bis auf weiteres bei Thomo Klokkeservice in Allested aufbewahrt. Eine Glocke, die in der Holzkirche verwendet wurde, stammte aus dem Jahre 1919. Sie wurde von De Smithske Jernstøberier in Aalborg hergestellt und hatte einen Durchmesser von 70 cm und trug als Majuskelinschrift einen Vers aus N. F. S. Grundtvigs Kirchenlied Hører I, vor Herre kalder (Dänisches Gesangbuch Nr. 167): „Hört ihr, unser Herr ruft, liebevoll wie die Bitte einer Mutter“. Diese Glocke wurde 1953 an die provisorische Lundehus Kirke ausgeliehen, von wo sie wahrscheinlich 1957 an eine dritte Kirche gestiftet wurde.
Das Holzmobiliar aus der Holzkirche von 1919 blieb erhalten und wurde 1941 im Gemeindesaal verwendet, als der Gottesdienst aufgrund von Brennstoffmangel dorthin verlegt wurde. Mit Ausnahme der Kanzel und der Stühle wurden die Stücke bis zur Schließung im Jahr 2014 im Keller gelagert. Der Altartisch war ein getäfeltes Stück, das der Steinkirche ähnelte, jedoch mit gemalten goldenen Cherubköpfen auf blauem Grund in den Füllungen und einem blauen Christusmonogramm (chi rho) auf einem goldenen maurischen Muster in der Mitte der Vorderseite. Der Rahmen war hellgrün mit orangefarbenen Profilen. Der Altartisch aus Kiefernholz hatte drei Seiten mit einem geformten Handlauf und sechseckigen Balustern mit Löchern. Es war in Rot und Goldbronze gestrichen. Die Kanzel hatte fünf einfache Paneele und befand sich als Erker neben einer Tür des Presbyteriums. Später wurde sie als Rednerpult im Gemeindehaus verwendet. Das Stuhlwerk bestand aus Lose Stühle der Havdrup Stolefabrik.
Ein Harmonium von Joh. P. Andresen & Co (Modell 2 mit Pedal und Elektromotor) wurde 1919 von Petersen & Steenstrup geliefert. Es wurde 1922 mit einem Bordun 16′ und einer Klarinette 8′ von Orgelbauer J. P. Henriksen erweitert. Das Harmonium war bis zur Errichtung der ersten Orgel in Gebrauch.

### Orgel
(Quelle: )
Die erste Orgel wurde nach einer Spendensammlung 1946–1950 im Jahr 1951 von Marcussen & Søn gebaut und 1963 von P. G. Andersen umgebaut. Sie wurde unter Wiederverwendung älterer Orgelteile (Windladen) errichtet. Sie hatte 20 Register auf zwei Manualen und Pedal. Ihre Disposition lautete:
| I Hauptwerk |             |                                   |
| 1.          | Principal   | 8′                                |
| 2.          | Spidsfløjte | 8′                                |
| 3.          | Oktave      | 4′                                |
| 4.          | Rørfløjte   | 4′                                |
| 5.          | Flachfløjte | 2′ (1963 durch Oktave 2′ ersetzt) |
| 6.          | Mixtur IV   |                                   |
| 7.          | Trompet     | 8′                                |

| II Schwellwerk |              |                                    |  |
| 8.             | Gedakt       | 8′                                 |  |
| 9.             | Principal    | 4′                                 |  |
| 10.            | Gedaktfløjte | 4′                                 |  |
| 11.            | Gemshorn     | 2′                                 |  |
| 12.            | Quint        | 1 ⁄3′                              |  |
| 13.            | Scharf IV    |                                    |  |
| 14.            | Obo          | 8′ (1963 durch Dulcian 8′ ersetzt) |  |

| Pedal |           |     |
| 15.   | Subbas    | 16′ |
| 16.   | Principal | 08′ |
| 17.   | Gedakt    | 08′ |
| 18.   | Nathorn   | 02′ |
| 19.   | Fagot     | 16′ |
| 20.   | Trompet   | 04′ |

- Fünf Koppeln, pneumatische Traktur.

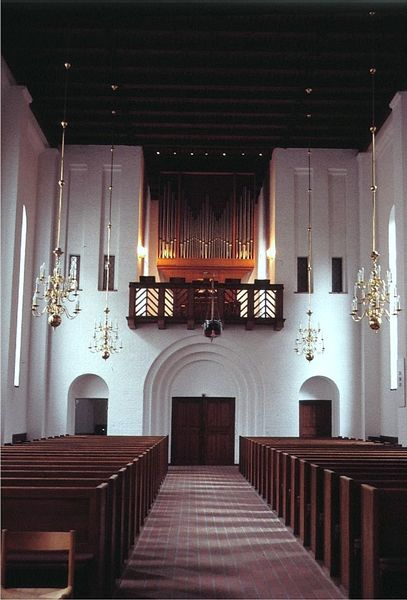
Die Andersen-Orgel (2010)

Die zuletzt genutzte Orgel wurde 1987 von Poul-Gerhard Andersens Orgelbyggeri gebaut und besitzt einen dreifeldrigen Prospekt. Nach der Kirchenschließung wurde die Orgel in der Skovvejskirken in Ballerup aufgestellt. Sie hat 21 Register auf zwei Manualen und Pedal bei folgender Disposition:
| I Hauptwerk |           |    |
| 1.          | Principal | 8′ |
| 2.          | Fløjte    | 8′ |
| 3.          | Oktave    | 4  |
| 4.          | Rørfløjte | 4′ |
| 5.          | Oktav     | 2′ |
| 6.          | Mixtur IV |    |
| 7.          | Trompet   | 8′ |

| II Schwellwerk |              |        |
| 8.             | Rørfløjte    | 8′     |
| 9.             | Gamba        | 8′     |
| 10.            | Principal    | 4′     |
| 11.            | Kobbelfløjte | 4′     |
| 12.            | Rørquint     | 2 ⁄3′  |
| 13.            | Gemshorn     | 2′     |
| 14.            | Terts        | 1 3⁄5′ |
| 15.            | Oktav        | 1′     |
| 16.            | Obo          | 8′     |
|                | Tremulant    |        |

| Pedal |                |     |
| 17.   | Subbas         | 16′ |
| 18.   | Oktav          | 08′ |
| 19.   | Gedakt         | 08′ |
| 20.   | Rauschquint II |     |
| 21.   | Fagot          | 16′ |

- Koppeln: II/I, I/P, II/P
- Traktur: Schleifladen, vollmechanisch